# Houyet
Houyet est une commune francophone de Belgique située en Région wallonne dans la province de Namur, ainsi qu’une localité qui a donné son nom à la commune fusionnée.

## Géographie de la commune
Depuis la fusion des communes de 1977, la commune de Houyet se compose de 10 sections représentant 10 anciennes communes. Une vingtaine de petits villages et hameaux font aussi partie de la commune.
Houyet se situe en Famenne namuroise. Le territoire communal est arrosé par la Lesse qui traverse la commune du sud-est (Wanlin) au nord-ouest (près de Hulsonniaux) en passant par Houyet. La Lesse y reçoit l'Iwoigne et l'Hileau.
Le village de Houyet se situe en rive gauche et sur le versant occidental de la Lesse au niveau de sa confluence avec l'Hileau. La localité s'articule le long et autour de la rue Grande qui traverse le village du nord au sud. La plupart des habitations sont construites en brique.

### Sections
| #  | Nom                 | Superficie. (km²) | Habitants (2020) | Habitants par km² | Code INS |
| -- | ------------------- | ----------------- | ---------------- | ----------------- | -------- |
| 1  | Houyet              | 15,11             | 977              | 65                | 91072    |
| 2  | Hour                | 16,97             | 540              | 32                | 91072B   |
| 3  | Mesnil-Église       | 9,92              | 187              | 19                | 91072C   |
| 4  | Finnevaux           | 6,63              | 231              | 35                | 91072D   |
| 5  | Mesnil-Saint-Blaise | 12,24             | 892              | 73                | 91072E   |
| 6  | Hulsonniaux         | 10,15             | 284              | 28                | 91072F   |
| 7  | Celles              | 21,04             | 693              | 33                | 91072G   |
| 8  | Custinne            | 10,46             | 297              | 28                | 91072H   |
| 9  | Ciergnon            | 15,46             | 324              | 21                | 91072J   |
| 10 | Wanlin              | 4,85              | 562              | 116               | 91072K   |

### Communes limitrophes
| Dinant    | Dinant    | Ciney     |
| Hastière  | Houyet    | Rochefort |
| Givet (F) | Beauraing |           |

## Population et évolution de son chiffre

### Démographie: Avant la fusion des communes
- Source: DGS recensements population

### Démographie: Commune fusionnée
En tenant compte des anciennes communes entraînées dans la fusion de communes de 1977, on peut dresser l'évolution suivante:
Les chiffres des années 1831 à 1970 tiennent compte des chiffres des anciennes communes fusionnées.
- Source: DGS , de 1831 à 1981=recensements population; à partir de 1990 = nombre d'habitants chaque 1 janvier[1]

## Héraldique
|  | La ville possède des armoiries qui lui ont été octroyées le 18 décembre 1991. La surface verte symbolise les forêts de la commune. La couronne symbolise le Domaine Royal de Ciergnon Blasonnement : De sinople à une couronne royale d'or, chapé ployé du même. Source du blasonnement : Heraldy of the World |

## Politique et administration

### Conseil et collège communal 2024-2030
Ci-dessous, le tableau des résultats des élections communales de 2024.
| Parti | Parti        | Voix (2024) | Voix (2018) | % (2024) | % (2018) | +/-     | Sièges | +/- | Collège |
| ----- | ------------ | ----------- | ----------- | -------- | -------- | ------- | ------ | --- | ------- |
|       | UV           | 1.654       | 1.216       | 48,75%   | 36,86%   | 11.89 % | 9 / 17 | 3.0 | Oui     |
|       | MotivAction  | 1.432       | -           | 42,20%   | -        | 0.0 %   | 8 / 17 | 8.0 | Non     |
|       | Vert Vous    | 307         | -           | 9,05%    | -        | 0.0 %   | 0 / 17 | 0.0 | Non     |
|       | ECOLO        | -           | 370         | -        | 11,22%   | 0.0 %   | - / 17 | 1.0 | Non     |
|       | ADN          | -           | 549         | -        | 16,64%   | 0.0 %   | - / 17 | 2.0 | Non     |
|       | MOTIV'Action | -           | 1.164       | -        | 35,28%   | 0.0 %   | - / 17 | 6.0 | Non     |
| Total | Total        | 3 393       | 3 299       | 100 %    | 100 %    |         | 17     |     |         |

| Collège communal  |                      |                        |
| ----------------- | -------------------- | ---------------------- |
| Bourgmestre       | Hélène Lebrun        | MR - Union Villageoise |
| 1er Échevine      | Sandrine Lissoir     | Union Villageoise      |
| 2e Échevin        | Etienne Marot        | Union Villageoise      |
| 3e Échevin        | Guillaume Raty       | Union Villageoise      |
| 4e Échevin        | Morgan Van Wynsberge | Union Villageoise      |
| Président du CPAS | Jean-Louis Marlair   | Union Villageoise      |

### Jumelages
La commune est jumelée depuis 1991 avec  Rasteau (France), commune du Vaucluse.

## Patrimoine et culture

### Patrimoine architectural
L'église Saint-Hadelin, ancienne collégiale, est reprise sur la liste du patrimoine immobilier classé de Houyet depuis 1947.
La gare de Houyet se trouve au nord du village. Elle fait partie de la ligne 166 Dinant–Bertrix et, jadis, de la ligne 150 dont le tronçon vers Jemelle (transformé en piste cyclable du réseau RAVeL empruntant notamment le tunnel de Hour de plus de 400m) bifurquait en gare de Houyet. En face de la gare, la route nationale 929 franchit la Lesse.

## Économie

### Tourisme et loisirs
Houyet est l'un des départs de la descente de la Lesse en kayak. Cette descente en direction d'Anseremme est d'une longueur de 21 kilomètres. La Lesse longe les Aiguilles de Chaleux, reprises au Patrimoine immobilier exceptionnel de la Région wallonne.

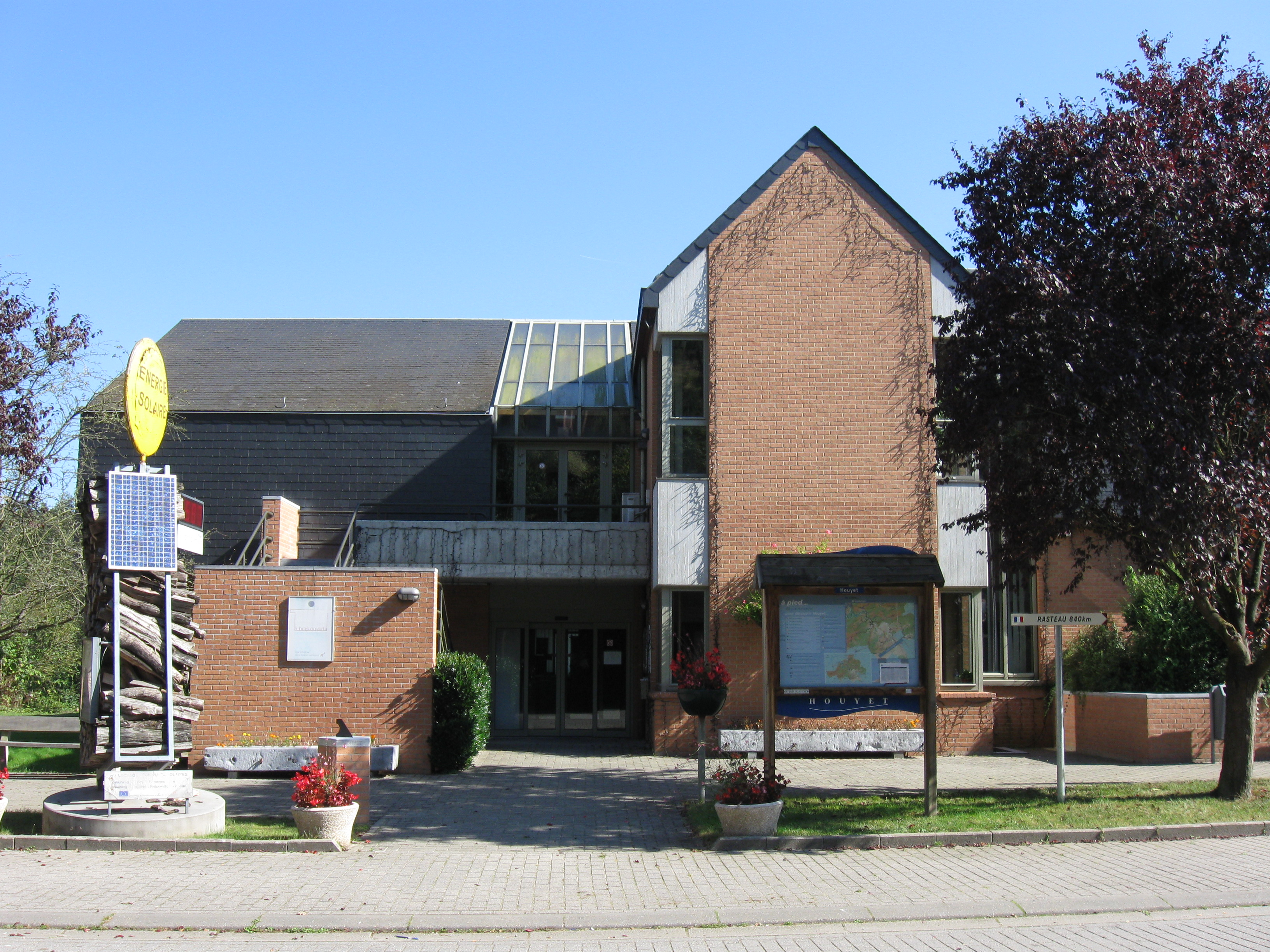
La maison communale de Houyet.
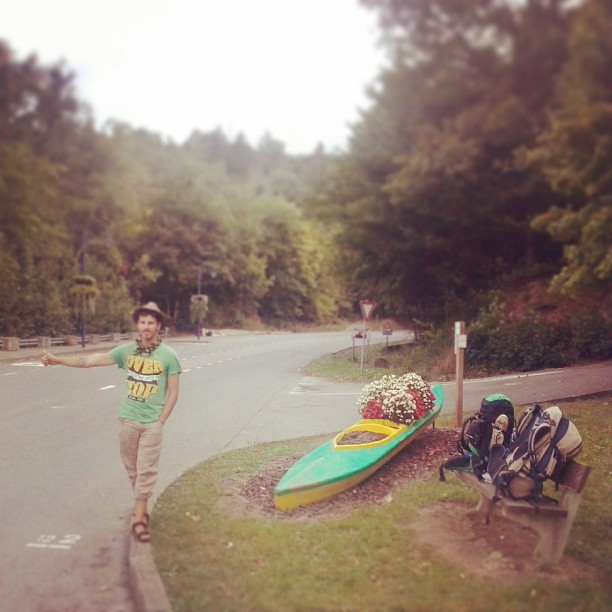
Autostop sans kayak à Houyet.
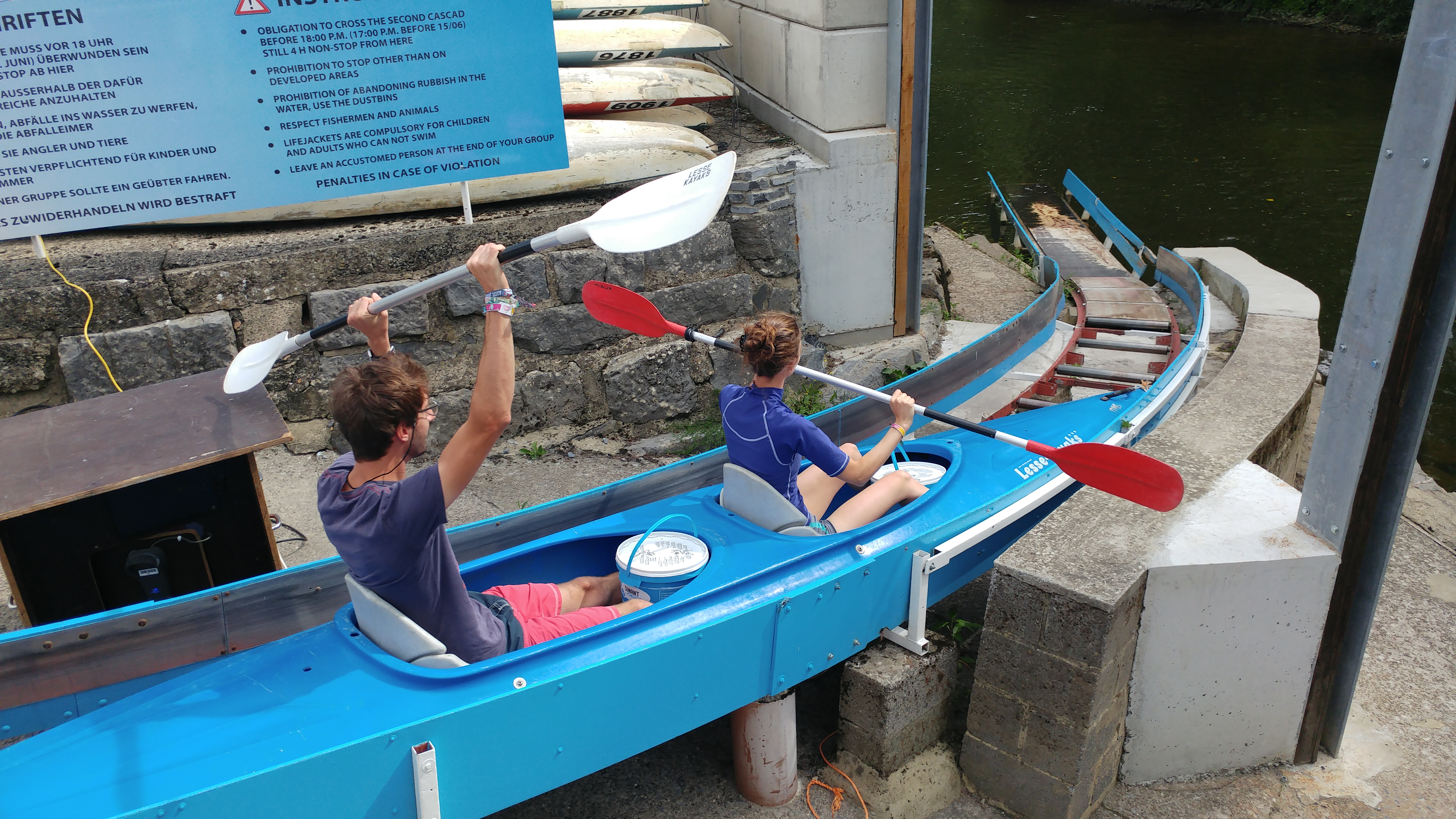
Kayak au départ de la descente de la Lesse depuis Houyet

## Personnalités liées au village
- Le peintre Henricus Houyez, actif au XVIIe siècle, est peut-être originaire de la localité. Les archives d'Ancien Régime de Houyet (scabinales, seigneuriales et paroissiales) n'en conservent en tout cas aucune trace.
- Antoine Noël Closset (Antonius Natalis Clocaeus), professeur de droit et président du collège de Winckel de l'université de Louvain (cité en 1667 et 1671). Il est issu de la famille Antoine, dite Closset ou Le Pêcheur, signalée à Houyet dès le début du XVIe siècle. Son père, Evrard Antoine, est renseigné comme étudiant à l'université de Louvain en 1617 et 1620[4].
- Milo Dardenne, peintre de la ruralité ardennaise, est né à Houyet en 1938[5].
- Jean Harroy, baptisé à Houyet le 10 mars 1695, arithméticien, géomètre et arpenteur juré de la Cité de Liège, est l'auteur d'un Traité de géométrie pratique sur le terrain qui fit l'objet de plusieurs éditions entre 1744 et 1795, ainsi que d'un Traité d'aritmetique mise en pratique pour le commerce en general (éditions en 1740, 1747 et 1784).
- Georges Smal (1928-1988), poète dialectal, est natif de Houyet. On lui doit, en wallon, les recueils Vint d' chwache (« Vent qui blesse » ; Namur, 1953), A l’tach’lète (« En livrant la balle » ; Namur, 1956), Cayôs d' êwe (« Galets » ; Les Cahiers wallons, 1973), One vôye d' êwe (« Une voie d’eau », Les Cahiers wallons, 1992), et, en français, De sel et d’eau (Namur, 1981). Un prix de poésie wallonne honore sa mémoire à Namur depuis 1999[6].

### Familles souches du village et de ses hameaux
L'ancrage de certains patronymes présents à Houyet aujourd'hui est fort ancien. La famille Thomée, qui se maintient dans la localité de manière (presque) continue, est identifiée dans le hameau d'Ardenne dès la fin du XVe siècle ; elle est la souche des Thomée de Mesnil-Église et des environs. Les Defise se fixent dans le village au milieu du XVIIe siècle, à l'époque où les Willeme quittent Lavaux pour s'installer à Herhet. Un rameau de la famille Dethise se détache au XVIIIe siècle du tronc commun de Ferage et Mesnil-Église pour s'implanter à Houyet ; les Arnould, les Herbiet, les Hermant, les Jadot, les Lardot, les Marot apparaissent dans le courant du même siècle. Toutes les autres familles sont postérieures.